# Щербинівський район
Щербинівський район розташований в північній частині Краснодарського краю і входить до числа степових районів краю.

## Географія
На півночі він межує з Азовським районом Ростовської області, на сході — з Старомінським районом, на півдні — з Канівським і на південному заході — з Єйським районом.
Північно-західна частина території району омивається Єйським лиманом і Таганрозькою затокою Азовського моря, які розділені Глафіровською косою, що відноситься до природних визначних пам'яток.
По території району протікають річки Єя (тут вона впадає в Єйський лиман) й Ясені. У гирлі річки Єя по обох боках розташоване 10,8 тис. га плавнів, велика частина яких поросла очеретом і осокою. Територія району становить 1377 км². Площа земель сільськогосподарського призначення — 120 590 га.
Ґрунти району чорноземні з великим змістом гумусу, сягають 0,8-1,2 м.
Земля дає не тільки хліб, але і цінні будівельні матеріали — глину, пісок, черепашник.
З краєвим центром район зв'язаний залізницею і автотрасою республіканського значення Краснодар — Єйськ з асфальто-бетонним покриттям.
Населені пункти району електрифіковані і телефонізовані, 8 населених пунктів газифіковано. Всі населені пункти пов'язані з райцентром автомобільними дорогами з асфальто-бетонним і чорно-гравійним покриттям.
Щербинівський район — один з найбільших сільськогосподарських регіонів. Основним напрямом сільськогосподарського виробництва є зернове рослинництво. Добре розвинений тваринницький комплекс.

### Клімат
Зима помірна, без великих холодів. Перші заморозки починаються у листопаді, але в окремі роки можуть спостерігатися і в початку жовтня. Сніжний покрив з'являється у першій декаді грудня, причому більш ніж половині зим він хисткий і не перевищує 15 см. Висоту сніжного покрову також знижують часті відлиги, у середині березня відбувається танення снігу. Стійкий перехід до плюсових значень середньодобової температури повітря відбувається в середині березня. Однак при вторгненні арктичних мас повітря з півночі в окремі роки можливі й пізні заморозки, які можуть спостерігатися і на початку травня.
Тривалість опалювального періоду становить 166 діб на рік. У середині квітня встановлюється спекотна погода, в окремі дні температура повітря може підвищуватися до 30 °C.
Літо настає у першій декаді травня. Воно спекотне і сухе, часто бувають посухи. Осінь тепла, тривала, з великим кількістю сонячних днів. Тривалість безморозного періоду 184—200 днів. Найтепліший місяць — липень (+24,2°C), найхолодніший — січень (-5,5°C). Середньорічна температура повітря +9,7°C. Абсолютний максимум температури відзначено у липні-серпні (+39-40°C), абсолютний мінімум (-32-34 °C) відзначено в грудні-січні.
Характерними для території є досить сильні, іноді перехідні в бурі північно-східні, східні, західні й південно-західні вітри. Південно-західні вітри іноді мають характер жорстких шквалів. Середньорічна швидкість вітру — 5,9 м/сек. У середньому кількість днів на рік із сильним вітром — 30 діб, іноді. в середньому 5 днів на рік на території району спостерігаються пилові бурі.

## Історія
31 грудня 1934, Щербинівський район було виділено з Єйського району у самостійну територіальну одиницю. До його складу увійшли Новощербинівська, Старощербинівська, Ясенська сільські ради, а також селищна рада при свинорадгоспі.
22 серпня 1953 до складу Щербинівского району увійшов Лиманський район, до складу якого входили Глафіровська, Єйськоукрепленська, Єкатериновська, Николаївська і Шабельська сільські ради.
1 лютого 1963, район було скасовано і він увійшов до складу Єйського району.
Президією Верховної Ради РРФСР від 30 грудня 1966, Щербинівський район знову був відновлений у межах попередніх кордонів.

## Адміністративний поділ
Територія Щербинівського району складається з:
- 8 сільських поселень
  - Глафірівське сільське поселення, центр  — село Глафірівка
  - Єйськоукрепленське сільське поселення, центр  — село Єйське Укріплення
  - Єкатеринівське сільське поселення, центр  — село Єкатериновка
  - Николаївське сільське поселення,  центр — село Николаївка
  - Новощербинівське сільське поселення, центр — станиця Новощербинівська
  - Старощербинівське сільське поселення, центр — станиця Старощербинівська
  - Шабельське сільське поселення, центр — село Шабельське
  - Щербинівське сільське поселення, центр — селище Щербинівський

Загалом на території району розташовані 15 населених пунктів.

## Ресурси Інтернету
- Щербинівський район на порталі виконавчих органів влади краю [Архівовано 9 грудня 2011 у Wayback Machine.](рос.)
- Офіційний сайт адміністрації Щербинівського району [Архівовано 21 березня 2009 у Wayback Machine.](рос.)
- Герб Щербинівського району [Архівовано 18 червня 2008 у Wayback Machine.](рос.)
- Сайт станиці Старощербинівська (рос.)
- Ігорна зона «Азов-Сити» (рос.)